# Polar Music
Polar Music International AB es una compañía discográfica sueca fundada en 1963 en Estocolmo, Suecia, por Stig Anderson y Bengt Bernhag. 

## Historia
A finales de los 50s, Stig Anderson era un gran compositor y tenía varios hits en las listas de popularidad suecas como Vi hänger me (Todavía estamos aquí) y Tivedshambo (Hambo de Tived). Por su parte, Bengt Bernhag era un gran productor y en 1959 ambos ya tenían buenas relaciones laborales.
En 1963 fundaron la discográfica Polar Music. Su primer contrato fue con un grupo llamado los Hootenanny Singers, (donde destacaba Björn Ulvaeus). Los Hootenanny Singers fueron en gran medida los artistas más exitosos de Polar Music en los 60.  Tiempo después, Björn llevó a su amigo Benny Andersson – de los Hep Stars – a Polar Music, y se formó el trío de Stig, Björn y Benny, estableciendo una colaboración como escritores.
Stig insistía en que Benny y Björn un día escribirían una canción que se convertiría en un hit internacional, algo que virtualmente no era escuchado en la industria musical sueca de ese entonces. Así, cuando Bengt Bernhag murió en 1971, Björn y Benny fueron llevados como productores a Polar Music. Poco después ambos juntaron a sus parejas en un cuarteto que le dio fama y fortuna a la discográfica: ABBA. Durante los próximos años, Polar Music produjo a otros artistas de éxito en Escandinavia como Agnetha, Gemini, Svenne & Lotta y Frida.
Para finales de los 80, Stig Andersson sintió que era hora de retirarse. Así, su imperio empresarial, incluyendo la discográfica Polar Music, fue vendido a PolyGram (que en sí fue asociada a Universal Music Group más tarde). Parte del dinero que recibió por la venta fue donado al prestigioso Premio de Música Polar, entregado a grandes figuras de la música también conocido como Premio Nobel de la Música.

## Artistas de Polar Music
Entre los más importantes destacan:
- ABBA
- Alive Feat
- Jessie Martins
- Lena Andersson
- Björn & Benny
- Chana
- Crosstalk
- Dilba
- Emilia
- Frida
- Agnetha Fältskog
- Linda Ulvaeus
- Ted Gärdestad
- Gemini
- The Hellacopters
- The Hep Stars
- The Hootenanny Singers
- The Infinite Mass
- Fredrik Kempe
- Lambretta
- Maarja
- Paulo Mendonca
- Mr. Vegas Fea Intense
- Emma Nilsdotter
- Mats Paulson
- Pineforest Crunch
- Sam
- Skintrade
- Starr Chukki/infinit
- Svenne & Lotta
- Joey Tempest
- Top Notch
- Topaz Sound
- Anders Widmark.